# Карреро, Руссель
Руссель Карреро Трехос (исп. Russel Carrero Trejos; 12 декабря 1950, Чинандега — 10 июня 1990, Чинандега) — никарагуанская легкоатлетка, выступавшая в беге на короткие и средние дистанции, марафонском беге, барьерном беге, прыжках в длину и пятиборье; тренер. Участница летних Олимпийских игр 1972 года, бронзовый призёр чемпионата Центральной Америки 1971 года. Первая женщина, представлявшая Никарагуа на Олимпийских играх.

## Биография
Руссель Карреро родилась 12 декабря 1950 года в никарагуанском городе Чинандега.
Занималась лёгкой атлетикой под руководством венгерского тренера Иштвана Хидвеги.
Была рекордсменкой Никарагуа в беге на 100, 200, 400, 800, 1500 метров, марафоне, беге на 100 и 200 метров с барьерами, эстафете 4х100 метров, прыжках в длину и пятиборье.
В 1971 году завоевала бронзовую медаль чемпионата Центральной Америки по лёгкой атлетике в Сан-Хосе в прыжках в длину, показав результат 4,99 метра.
В том же году участвовала в Центральноамериканском и Карибском чемпионате в Кингстоне. В беге на 200 метров с барьерами заняла последнее, 5-е место с результатом 32,9 секунды.
В том же году выступала на Панамериканских играх в Кали. Ни в одной из трёх беговых дисциплин не преодолела предварительный этап, показав в беге на 200 метров результат 26,5, в беге на 400 метров — 1 минута 1,28 секунды, в беге на 800 метров — 2.40,74.
Была первой никарагуанкой, выступившей на Центральноамериканском и Карибском чемпионате и на Панамериканских играх.
В 1972 году вошла в состав сборной Никарагуа на летних Олимпийских играх в Мюнхене. В беге на 100 метров заняла в забеге 1/8 финала последнее, 8-е место, показав результат 13,45 секунды и уступив 1,76 секунды попавшей в четвертьфинал с 5-го места Галине Бухариной из СССР. В беге на 200 метров заняла в забеге на 1/8 финала последнее, 5-е место с результатом 28,02, в четвертьфинале не вышла на старт.
Карреро стала первой женщиной, представлявшей Никарагуа на Олимпийских играх.
Изучала физкультуру, работала учителем физкультуры в Чинандеге. Параллельно была тренером по лёгкой атлетике. Подготовила ряд юных спортсменов, которые впоследствии в 1980-х годах выступали за сборную Никарагуа.
До 1987 года была сотрудницей Института молодёжи и спорта, где проработала до 1987 года. Позже вернулась в Чинандегу, чтобы снова тренировать детей и молодёжь.
Умерла 10 июня 1990 года в Чинандеге.

## Личные рекорды
- Бег на 100 метров — 12,6 (1971)[6]
- Бег на 200 метров — 26,1 (1970)[6]

## Память
9 февраля 1995 года введена в Зал спортивной славы Никарагуа.